# Mile Klarić
Mile Klarić (Stankovci, 24. travnja 1933. - 19. studenog 2017.) bio je hrvatski pjesnik.

## Životopis
Mile Klarić, pjesnik, rođen je 24. travnja 1933. godine u Stankovcima u brojnoj obitelji Anuše i Anselma Klarića. Dvanaesto od trinaestero djece, djetinjstvo je proživio okružen toplinom obiteljskog sklada i u svetački   skrušenom okrilju dobrote. Nakon uspješno završene pučke škole u rodnim Stankovcima, nastavlja školovanje u Hrvatskoj gimnaziji u Zadru. Po završetku studija medicine u Zagrebu vraća se u Zadar, gdje stalno živi i radi u zdravstvu; specijalizira otorinolaringologiju i završava poslijediplomski studij otorinolaringologije i audiologije na ORL klinici Šalata u Zagrebu.

## Književni rad
Žicu pjesničku Mile je Klarić naslijedio od spomenutog mu oca Anselma i djeda Cmate, koji su bili ravnokotarski guslari i narodni pjesnici. 
Poezijom se počeo baviti još u đačkim klupama, a prve poetske radove objavljuje u časopisu Polet. U Sekciji za književnost Pododbora Matice hrvatske u Zadru, čiji je bio član, organizirao je, između ostalog, i književne večeri, nastupajući prilikom gostovanja poznatih hrvatskih pjesnika (Krkleca, Cesarića i dr.). U to vrijeme pokreće i uređuje školski list Informator u Hrvatskoj gimnaziji u Zadru.
Poradi pisanja o S. S. Kranjčeviću, kojom je prigodom istakao značaj i ulogu njegove domoljubne lirike, biva opomenut te ga otada počinje motriti ondašnja vlast, a od koje, u najranjavijoj dobi, kao vicematurant, doživljava bezrazložni i nečovječni nasrtaj, jer je govorio hrvatski jezik. Ali, izdržao je sve te nevolje, doživjevši uskrsnuće Hrvatske, oprane od poniženja. Kasnije, nakon godina šutnje, objavljuje pjesme u mnogim listovima i časopisima, kao i u tri skupne knjige izabranih pjesama hrvatskih pjesnika – liječnika: „Vukovarsko zvono“, „Lijet sarmatskog sokola“, „Sat bezvremena“, te u skupnoj zbirci „Naša velečasna maslina“, 2006. 
Nakon prvih slobodnih i višestranačkih izbora 1990. biran je u Izvršno vijeće skupštine općine Zadar na mjesto sekretara zdravstva, socijalne skrbi i obitelji, na kojoj je dužnosti ostao do 1995. Kroz to je vrijeme, za Domovinskog rata, bio i članom Kriznog štaba obrane grada Zadra. Međutim, nije bio potpisnikom, odnosno članom nijedne stranke u tim vremenima. 

## Djela
- „Suza za najljepšu“, 1998.
- „Razapeti život“, 2008.
- “Korijeni i izbojci“, 2013.
- “Plodovi patnje“, 2015.

## Nagrade
- „Nagrada grada Zadra za životno djelo 2008.“
- „Nagrada Zadarske županije za životno djelo 2016.“[1]